# 籠島裕昌
籠島 裕昌（かごしま ひろあき、 1966年7月21日 - ）は、日本の作曲家、編曲家。神奈川県相模原市出身。

## 略歴
高取ヒデアキと共にRamblers のメンバーとして活動後、2003年よりZ旗（Kagoshima名義、ピアノ担当）、2009年よりProject.Rのメンバーとして活動。
編曲家としては主に『スーパー戦隊シリーズ』、『プリキュアシリーズ』などのアニメ・特撮ソングに携わり、その中でも高取が作詞・作曲を手がける楽曲に参加する機会が多い。
Project.Rとしては歌手として『海賊戦隊ゴーカイジャー』のED曲にも参加している他、同作の第28話で結城凱（演：若松俊秀）が演奏する曲の作曲も担当している。
2011年12月放送の日本有線大賞では、東日本大震災で被災し、修復されたピアノでMetisの『人間失格〜生きる事は素晴らしいのです〜』 を生演奏で披露した。
近年では声優ユニット・スフィアのライブおよび各メンバーのソロライブでキーボード担当となる事が多い。

## 主な楽曲

### 音楽担当
- 『全力ウサギ』

### 作曲・編曲
- 『侍戦隊シンケンジャー』
  - 「シンケンデイズ Never give up 道中」（キャラクターソング 歌：谷千明（鈴木勝吾））

### 編曲

#### アニメ
- プリキュアシリーズ
  - 『ふたりはプリキュア Splash Star』
    - 「blessing」（イメージソング 歌：うちやえゆか、五條真由美）
    - 「my growing days」（イメージソング 歌：うちやえゆか）
    - 「Pa!っとハレバレじゃん♪」（イメージソング 歌：日向咲（樹元オリエ）、美翔舞（榎本温子）、うちやえゆか、五條真由美）

  - 『Yes!プリキュア5』
    - 「とびっきり! 勇気の扉」（キャラクターソング 歌：春日野うらら（伊瀬茉莉也））
    - 「1,2,シュート！ 〜Five Explosion〜」（キャラクターソング 歌：夢原のぞみ（三瓶由布子）&ぷりきゅあ5）

  - 『Yes!プリキュア5GoGo!』
    - 「手と手つないでハートもリンク!!」（ED 歌：宮本佳那子 with ヤング・フレッシュ）
    - 「ガンバランスdeダンス〜希望のリレー〜」（ED 歌：キュア・カルテット）
    - 「プリキュアモードにSWITCH ON!」（イメージソング 歌：キュア・カルテット）
    - 「ツイン・テールの魔法」（キャラクターソング 歌：春日野うらら（伊瀬茉莉也））

  - 『フレッシュプリキュア!』
    - 「プリキュアMelody☆」（イメージソング 歌：茂家瑞季）
    - 「ハピネス☆Wonder land 〜笑顔のおくりもの〜」（イメージソング 歌：キュアフレッシュ! & M*cube）

  - 『ハートキャッチプリキュア!』
    - 「Alright! ハートキャッチプリキュア!」（OP 歌：池田彩）
    - 「Tomorrow Song 〜あしたのうた〜」（ED 歌：工藤真由）
    - 「HEART GOES ON」（挿入歌 歌：工藤真由&池田彩）
    - 「OPEN THE WORLD」（キャラクターソング 歌：キュアブロッサム（水樹奈々））
    - 「Flower Message」（キャラクターソング 歌：キュアブロッサム（水樹奈々））

  - 『スイートプリキュア♪』
    - 「ワンダフル↑パワフル↑ミュージック!!」（ED 歌：池田彩）
    - 「ドレミファプリキュア♪」（イメージソング 歌：工藤真由&池田彩withハミィ（三石琴乃））
    - 「ONE〜こころをひとつに〜」（イメージソング 歌：チーム スイートプリキュア）
    - 「MY TONE〜ココロノネイロ〜」（イメージソング 歌：工藤真由withフェアリートーン）

  - 『スマイルプリキュア!』
    - 「Let's go!スマイルプリキュア!」（OP 歌：池田彩）
    - 「満開＊スマイル!」（スマイルプリキュア! ED 歌：吉田仁美）
    - 「スマイルカーニバル!!」（イメージソング 歌：吉田仁美）

  - 『ドキドキ!プリキュア』
    - 「ドキドキ Power!!!」（イメージソング 歌：池田彩）

  - 『映画 プリキュアオールスターズ みんなで歌う♪奇跡の魔法!』
    - 「秘薬のレシピ」（挿入歌 歌：トラウーマ（山本耕史）、ソルシエール（新妻聖子））
    - 「やっと会えたね!」（挿入歌 歌：五條真由美）
- 『ビックリマン2000』
  - 「戦使達の翼」（OP 歌：COA）
- 『真・女神転生Dチルドレン ライト&ダーク』
  - 「ボーイズ・アンド・ガールス！」（ED 歌：高取ヒデアキ）
- 『超ロボット生命体トランスフォーマー マイクロン伝説』
  - 「TRANSFORMERS〜鋼鉄の勇気〜」（OP 歌：高取ヒデアキ）
- 『砂ぼうず』
  - 「Sand Mission」（OP 歌：高取ヒデアキ）
- 『ピンキーストリート』
  - 「レッツゴぉ〜♪ピンキーストリート」（OP 歌：森麻花）
  - 「ピース☆でbye-bye」（ED 歌：森麻花）
- 『キン肉マンII世 ULTIMATE MUSCLE2』
  - Trust Yourself（OP 歌：高取ヒデアキ）
- 『家庭教師ヒットマンREBORN!』
  - 「ONE NIGHT STAR」（ED 歌：the ARROWS）
- 『はたらキッズ マイハム組』
  - 「なーれ なーれ マイ マイスター!」（ED 歌：宮本佳那子）
- 『クプ〜!!まめゴマ!』
  - 「サンキュ! は I LOVE YOU」（OP 歌：宮本佳那子）
- 『ライブオン CARDLIVER 翔』
  - 「ライブオン!」（OP 歌：高取ヒデアキ）
- ドラゴンボールシリーズ
  - 『ドラゴンボール改』
    - 「超☆スーパーDragon Soul」（挿入歌 歌：谷本貴義）
    - 「空・前・絶・後 Kuu-Zen-Zetsu-Go」（第2期OP 歌：谷本貴義）

  - 『ドラゴンボール超』
    - 「限界突破×サバイバー」（第2期OP 歌：氷川きよし）
- 『マリー&ガリー』
  - 「カガクル!ミラクル!」（OP 歌：マリカ（千葉千恵巳）&ノリカ（井上麻里奈））
  - 「私を未来に連れてって」（イメージソング 歌：マリカ（千葉千恵巳）&ノリカ（井上麻里奈））
- 『爆丸バトルブローラーズ ニューヴェストロイア』
  - 「超!最強!ウォーリアーズ」（OP 歌：サイキックラバー）
- 『デジモンクロスウォーズ』
  - 「BLAZING BLUE FLARE」（挿入歌 歌：高取ヒデアキ）
- 『遊☆戯☆王ZEXAL II』
  - 「折れないハート」（OP 歌：高取ヒデアキ）
- 『金田一少年の事件簿（OVA）』
  - 「Road」（OP 歌：池田彩）
- 『のりスタNEO』
  - 「オープン ア ブック」（OP 歌：田野アサミ）

#### 特撮
- スーパー戦隊シリーズ
  - 『忍風戦隊ハリケンジャー』
    - 「いま 風のなかで」（ED 歌：影山ヒロノブ）

  - 『爆竜戦隊アバレンジャー』
    - 「太陽を1コ」（キャラクターソング 歌：伯亜凌駕（西興一朗））
    - 「蒼き情熱」（キャラクターソング 歌：三条幸人（冨田翔））

  - 『特捜戦隊デカレンジャー』
    - 「"TETSU"の意志で!」（キャラクターソング 歌：姶良鉄幹（吉田友一））

  - 『魔法戦隊マジレンジャー』
    - 「Go! Yellow thunder」（キャラクターソング 歌：小津翼（松本寛也））

  - 『轟轟戦隊ボウケンジャー』
    - 「S.G.S 〜いざ進めサージェス!〜」（挿入歌 歌：サージェス合唱団）
    - 「眩き閃光! ボウケンシルバー」（挿入歌 歌：高取ヒデアキ）

  - 『獣拳戦隊ゲキレンジャー』
    - 「俺流!! ゲキバイオレット」（挿入歌 歌：石原慎一）

  - 『炎神戦隊ゴーオンジャー』
    - 「害悪産業革命宣言」（挿入歌 歌：IMAJO）

  - 『侍戦隊シンケンジャー』
    - 「四六時夢中シンケンジャー」（ED 歌：高取ヒデアキ）
    - 「どこまでもシンケンジャー」（挿入歌 歌：高取ヒデアキ）
    - 「つらぬけ武士道」（挿入歌 歌：小野田浩二）

  - 『天装戦隊ゴセイジャー』
    - 「天装戦隊ゴセイジャー」（OP 歌：NoB）
    - 「ゴセイアルティメット〜希望の樹の華」（挿入歌 歌：NoB）

  - 『海賊戦隊ゴーカイジャー』
    - 「海賊戦隊ゴーカイジャー」（OP 歌：松原剛志）
    - 「お宝を探せ!」（挿入歌 歌：Z旗）
    - 「JUMP」（海賊戦隊ゴーカイジャーVS宇宙刑事ギャバン THE MOVIE主題歌 歌：松原剛志、串田アキラ）

  - 『特命戦隊ゴーバスターズ』
    - 「パーフェクション!」（キャラクターソング 歌：陣マサト&ビート・J・スタッグ（CV:松本寛也&中村悠一））

  - 『獣電戦隊キョウリュウジャー』
    - 「みんな集まれ!キョウリュウジャー」（ED 歌：高取ヒデアキ）

  - 『動物戦隊ジュウオウジャー』
    - 「動物戦隊ジュウオウジャー」（OP 歌：高取ヒデアキ）

  - 『暴太郎戦隊ドンブラザーズ』
    - 「月ノミゾ知ル。」（挿入歌 歌：ドンモモタロウ / 桃井タロウ（樋口幸平）、ソノイ（富永勇也））
- 『非公認戦隊アキバレンジャー』
  - 「非公認戦隊アキバレンジャー」（OP 歌：桃井はるこfeat.山形ユキオ）
- 『非公認戦隊アキバレンジャー シーズン痛』
  - 「アキバレンジャー シーズン痛!」（OP 歌：桃井はるこfeat.山形ユキオあんどMoJo）
- ウルトラシリーズ
  - 『ウルトラマンネクサス』
    - 「Fight the Future 〜ウルトラマンネクサスのテーマ〜」（イメージソング 歌：Project DMM）

  - 『ウルトラマンメビウス』
    - 「Radiance〜ウルトラマンヒカリのテーマ〜」（挿入歌 歌：Project DMM）

  - 『ウルトラマンメビウス&ウルトラ兄弟』
    - 「HEROES!」（イメージソング 歌：ウルトラ兄弟）
- 仮面ライダーシリーズ
  - 『仮面ライダー555』
    - 「Hang on」（キャラクターソング 歌：菊池啓太郎（溝呂木賢））
    - 「cross a river」（キャラクターソング 歌：木場勇治（泉政行））

### 歌唱
- 『海賊戦隊ゴーカイジャー』
  - 「スーパー戦隊 ヒーローゲッター」（ED Project.Rとして）